# 수직 귀선 기간
수직 귀선 기간(VBI - Vertical blanking interval)은 텔레비전 등의 영상 표시 장치에서 다음 스크린 필드를 찾기 위해 스크린의 첫 번째 라인으로 돌아가는 동안 잠시 전자총의 발사를 멈추는 기간을 말한다.
수직 귀선 기간은 수직으로 전자빔을 편향시키는 자기 코일의 관성(inductive inertia) 때문에 중요하다: (자기장은 급격하게 변화될 수 없기 때문이다.) 수평 방향의 편향에 대해서도 각 라인이 바뀌는 동안의 기간이 존재하여 전자빔을 오른쪽에서 왼쪽으로 이동할 수 있게 하며, 이것을 수평 귀선 기간(horizontal blanking interval)이라고 한다.
수직 귀선 기간에 보내지는 데이터는 기본적으로 표시되지 않기 때문에 수직 귀선 기간은 시간 코드, 자막 방송(Closed caption), 문자 다중 방송, CGMS-A 복제 방지 정보와 (V 칩에 사용되는 영상 등급 정보를 정의한) XDS 프로토콜에 의해 부호화된 여러 데이터 및 다른 디지털 데이터 등을 전송하는 데에도 사용된다.

## 같이 보기
- 텔레비전 방송 시스템